# أنطون سامبا
أنطون سامبا (بالإندونيسية: Anton Samba)‏ (5 أبريل 1982 بإندونيسيا - ) هو لاعب كرة قدم إندونيسي في مركز الوسط. لعب مع بي إس إم إس ميدان وPersiwa Wamena ‏ وPersidafon Dafonsoro ‏ وPersikabo Bogor ‏.

## وصلات خارجية
- أنطون سامبا على موقع قاعدة بيانات كرة القدم.إي يو (الإنجليزية)
- أنطون سامبا على موقع Soccerway.com (الإنجليزية)